# Fondation Carmignac
Die Fondation Carmignac ist eine in Paris beheimatete Stiftung der Firma Carmignac Gestion.

## Geschichte und Aufgabe der Stiftung
Die Fondation Carmignac wurde im Jahre 2000 von dem Geschäftsmann Edmond Carmignac gegründet. Sie hat ihren Sitz in Paris an der Place Vendôme und wird von Gala Donzet geleitet.
Aufgaben der Stiftung sind die Förderung von Gegenwartskünstlern, durch Stipendien und Ankäufe für eine international ausgerichtete Sammlung von Objekten bildender Kunst und der Fotografie. Ferner sollen Ausstellungen an den Sitzen der Firma in Paris und weiteren Orten in Europa der Öffentlichkeit gezeigt werden.

## Kunsthalle auf Porquerolles
Im Jahr 2018 eröffnete die Stiftung ein weiteres Ausstellungsgebäude inmitten des Nationalpark Port-Cros auf der zu den Îles d’Hyères vor der provenzalischen Küste des Mittelmeers liegenden Insel Porquerolles. Das von der Stiftung für Ausstellungszwecke umgestaltete provenzalische Landhaus und der neugestaltete Park stehen der Öffentlichkeit offen und werden für temporäre Ausstellungen und für einen Skulpturenpark genutzt.

## Carmignac Gestion Photojournalism Award
In den Jahren von 2009 bis 2013 hat die Stiftung jährlich ein mit jeweils 50.000 € ausgestattetes Stipendium vergeben. Das Stipendium sollte Fotojournalisten ermöglichen, während eines längeren Aufenthalts die Probleme eines Landes zu erfassen. Die Ergebnisse des Aufenthalts wurden jeweils in einer Monographie veröffentlicht und jeweils zuerst in Paris und danach an weiteren Ausstellungsorten gezeigt. Seit 2010 war die Kapelle der École Nationale Supérieure des Beaux Arts in Paris jeweils erste Station der Ausstellungen.
Preisträger waren:
- 2009: Kai Wiedenhöfer über den Gazastreifen.
- 2010: Massimo Berruti über Pashtunistan.
- 2011: Robin Hammond über Simbabwe.
- 2012: Davide Monteleone mit Spasibo/Tschetschenien.
- 2013: Newsha Tavakolian mit Iranian Photo Album.
- 2015: Christophe Gin Les Zones de Non-Droit en France über (französisch) Guyana.

## Sonstiges
Die Koordinaten der Adresse am Place Vendôme in Paris sind: 48°51′37″N 2°20′15″E.